# Mabafi
 (janvier 2010).
Mabafi est un village du Niari, au nord de Makabana, situé sur le chemin de fer de la Comilog. Une cascade se terminant par une chute d'eau de 90 mètres se trouve dans ses environs[réf. souhaitée].